# Lhaviyani

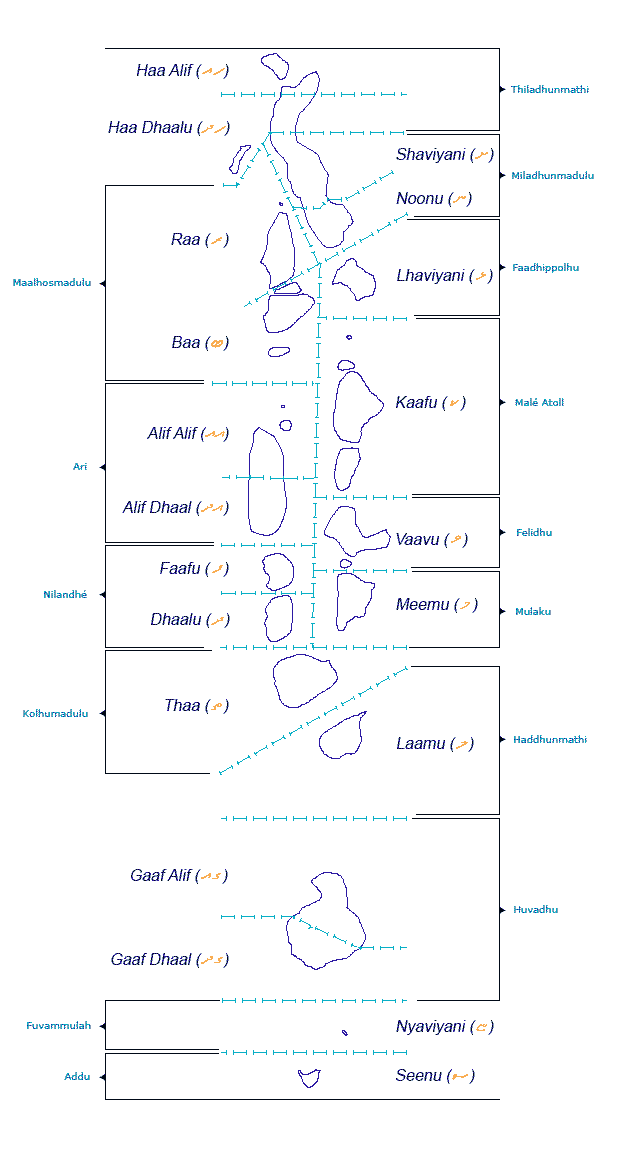
Podział administracyjny Malediwów

Lhaviyani – atol administracyjny, jedna z 21 jednostek administracyjnych Malediwów. Oficjalna nazwa to: Faadhippolhu.

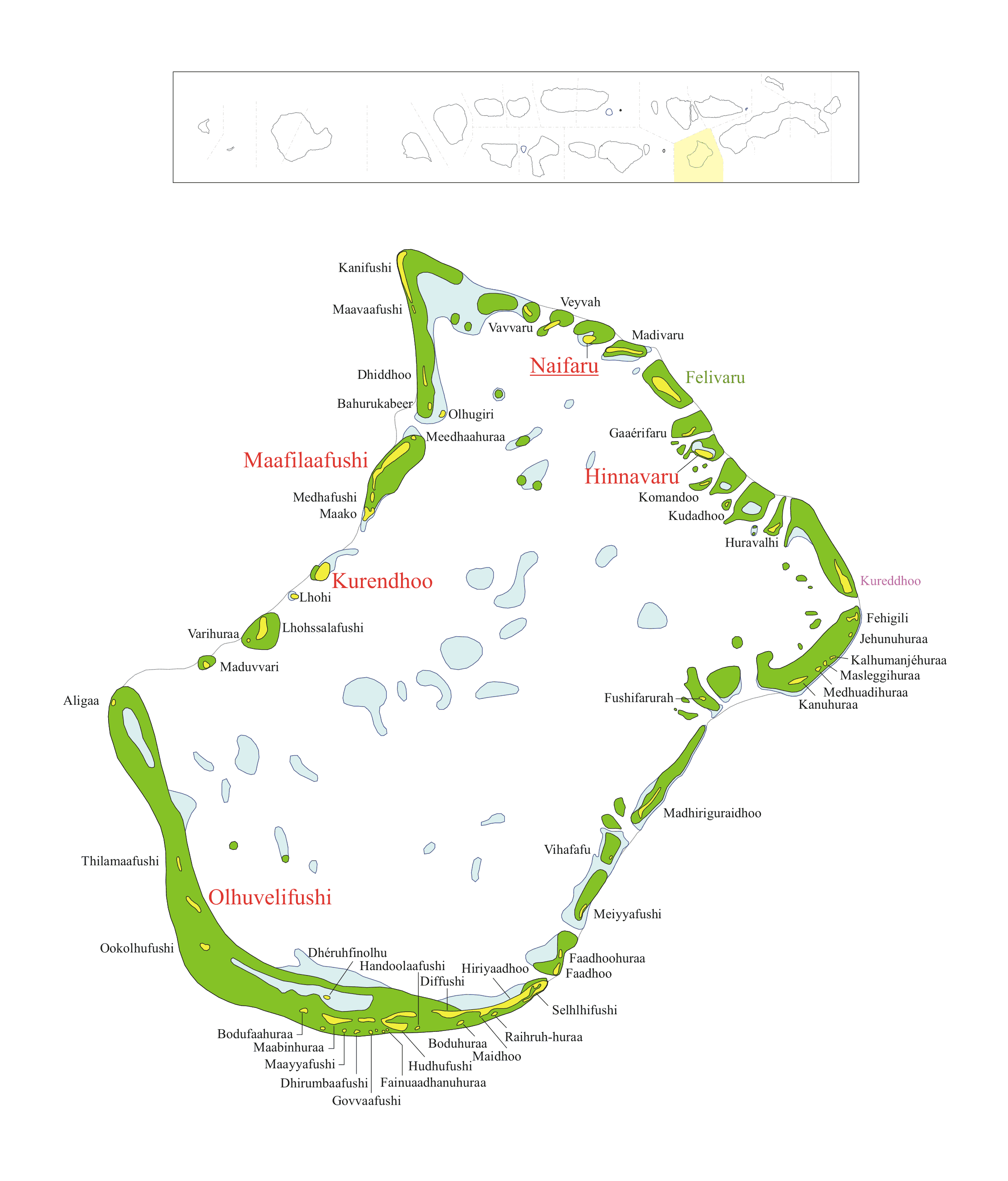
Lhaviyani

Obejmuje swym terytorium atol Faadhippolhu, a jego stolicą jest Naifaru. W 2006 zamieszkiwało tutaj 9190 osób.